# Ахсаров, Энвер Бимболатович
Ахса́ров Энве́р Бимбола́тович (11 [24] ноября 1915 или 10 октября 1916, Зильги, Терская область — 15 февраля 1943) — Герой Советского Союза, майор, командир 227-го стрелкового полка (183-я дивизия Воронежского фронта).

## Биография
Уроженец села Зильги Северной Осетии.
В ходе Харьковской наступательной операции полк под его управлением, преодолевая упорное сопротивление противника, овладел рядом опорных пунктов и обеспечил продвижение дивизии к Харькову.
Погиб в бою 15 февраля 1943 года.
Указом Президиума Верховного Совета СССР «О присвоении звания Героя Советского Союза генералам, офицерскому, сержантскому и рядовому составу Красной Армии» от 10 января 1944 года за «образцовое выполнение боевых заданий командования на фронте борьбы с немецко-фашистскими захватчиками и проявленные при этом отвагу и геройство» удостоен посмертно звания Героя Советского Союза.
Похоронен на 2-м городском кладбище Харькова.

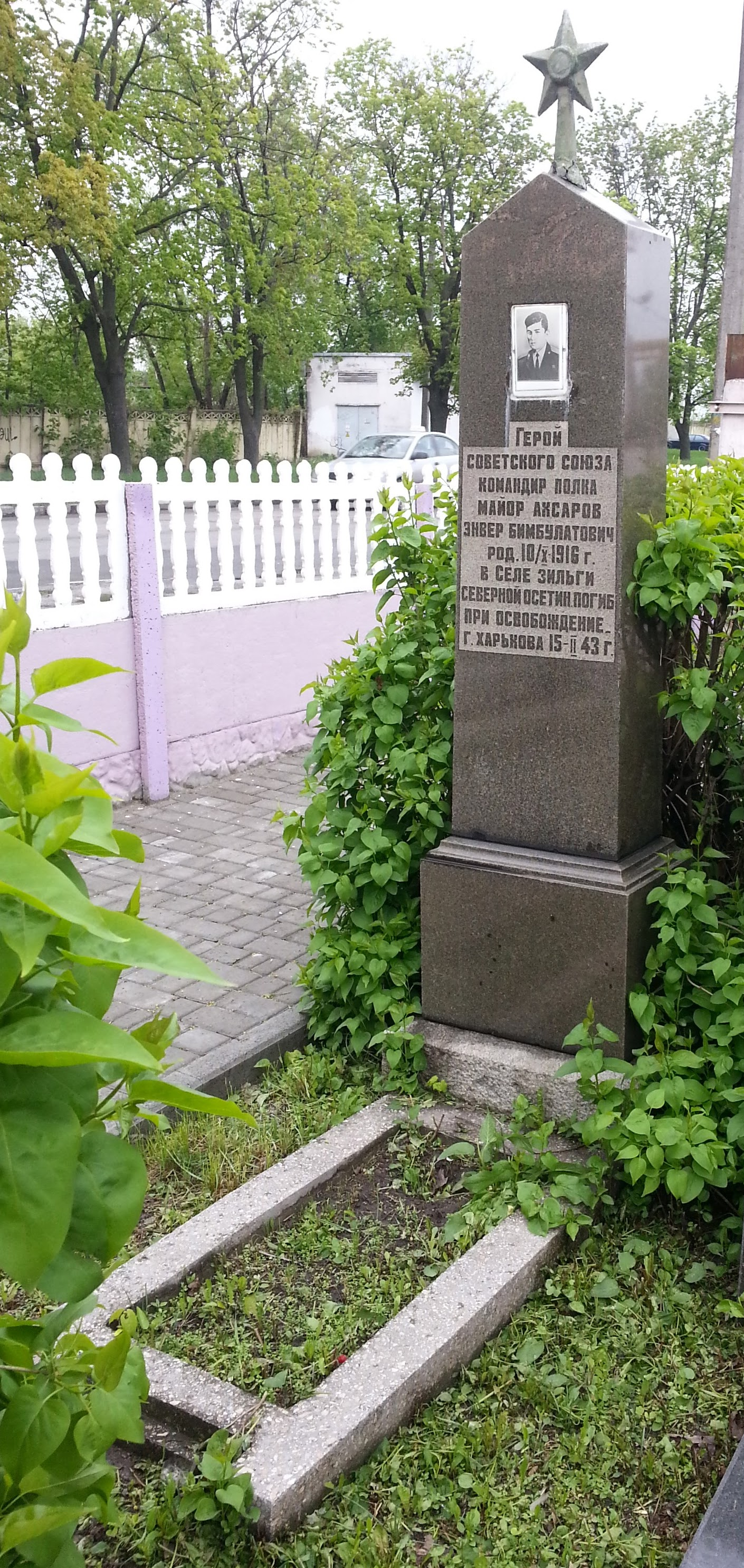
Памятник на могиле Ахсарова Энвера на Аллее Героев кладбища № 2 в Харькове.

## Награды
Награждён орденом Ленина, орденом Красной Звезды.

## Память

- В родном селе Энверу Ахсарову установлен памятник.
- Его именем названа улица в Харькове. На торце дома номер 18 по улице Ахсарова в Харькове установлена мемориальная доска Энверу Бимболатовичу Ахсарову.